# Coevorden-Vechtkanaal

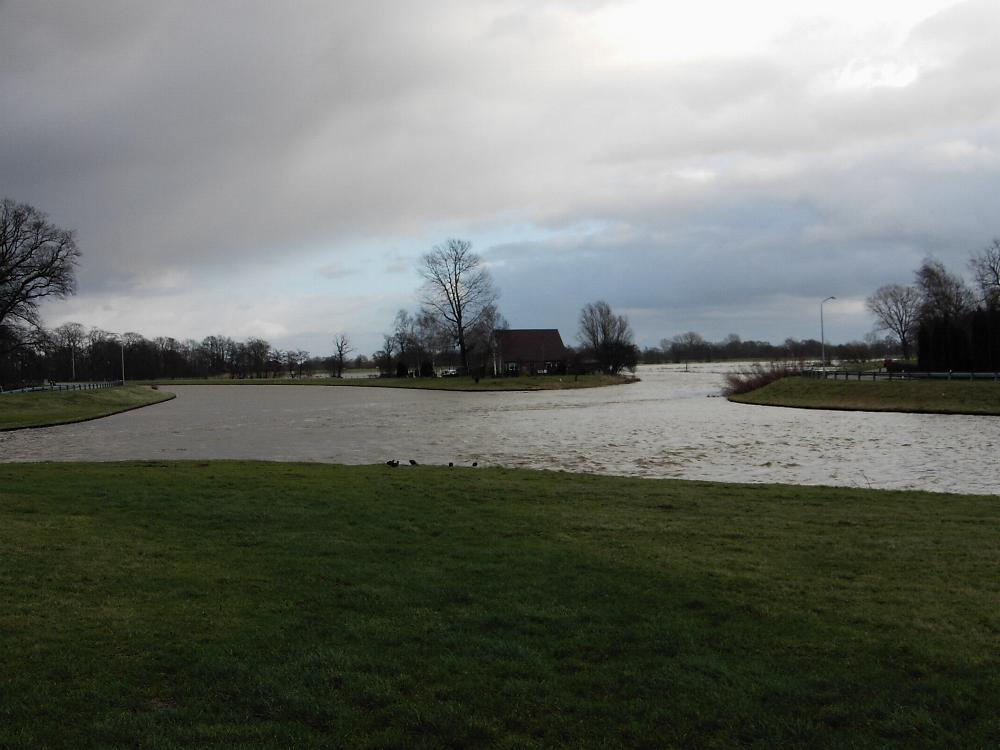
Kruising van de Vecht met Kanaal Almelo-de Haandrik/Coevorden-Vechtkanaal

Het Coevorden-Vechtkanaal is een circa 5 kilometer lange vaarweg in de Nederlandse provincies Overijssel en Drenthe. Het kanaal begint bij De Haandrik, waar de Overijsselse Vecht kruist met het Kanaal Almelo-De Haandrik, dat vervolgens overgaat in het Coevorden-Vechtkanaal. In Drenthe eindigt het Coevorden-Vechtkanaal in de stadsgracht van Coevorden, die in verbinding staat met het Stieltjeskanaal en het Coevorden-Piccardiekanaal.
Het Coevorden-Vechtkanaal heeft de CEMT-klasse II (kempenaar). Schepen met een lengte van 50 meter, een breedte van 6,60 meter en een hoogte van 6,00 meter kunnen gebruikmaken van het kanaal.
Parallel aan de westzijde van het Coevorden-Vechtkanaal loopt het Afwateringskanaal. Op de dijk tussen deze twee kanalen ligt de Spoorlijn Zwolle - Stadskanaal. In 2017 werd de Spoorboog Coevorden opgeleverd, die middels een draaibrug het Coevorden-Vechtkanaal kruist.

## Bruggen
Over het kanaal liggen vier bruggen. Twee spoorbruggen en twee voor het wegverkeer. Van zuid naar noord:
| Km.: | Naam:                | Soort:                    | Traject:                                          | Afbeelding: |
| ---- | -------------------- | ------------------------- | ------------------------------------------------- | ----------- |
| 32,2 | Coevordersluis       | verkeersbrug (ophaalbrug) | Gramsbergen - Coevorden (De Haandrik)             |             |
| 35,6 | Spoorboog Coevorden  | spoorbrug (draaibrug)     | Zwolle - Coevorden Euroterminal/Gronau            |             |
| 36,4 | Monierbrug           | verkeersbrug (ophaalbrug) | Coevorden (Monierweg)                             |             |
| 36,5 | Bentheimer Eisenbahn | spoorbrug (draaibrug)     | Coevorden - Gronau (Spoorlijn Gronau - Coevorden) |             |